# Korkeasaari (ö i Finland, Lappland, Tunturi-Lappi, lat 68,39, long 23,71)
Korkeasaari är en ö i Finland. Den ligger i sjön Ounasjärvi och i kommunen Enontekis i den ekonomiska regionen  Fjäll-Lappland  och landskapet Lappland, i den norra delen av landet, 900 km norr om huvudstaden Helsingfors. Öns area är 0,5 hektar och dess största längd är 170 meter i öst-västlig riktning.